# Grundherr von Altenthann und Weiherhaus
La famiglia Grundherr von Altenthann und Weiherhaus fu una famiglia patrizia originaria di Norimberga, dove fu presente nel consiglio cittadino quasi ininterrottamente dal 1340 al 1806.

## Storia

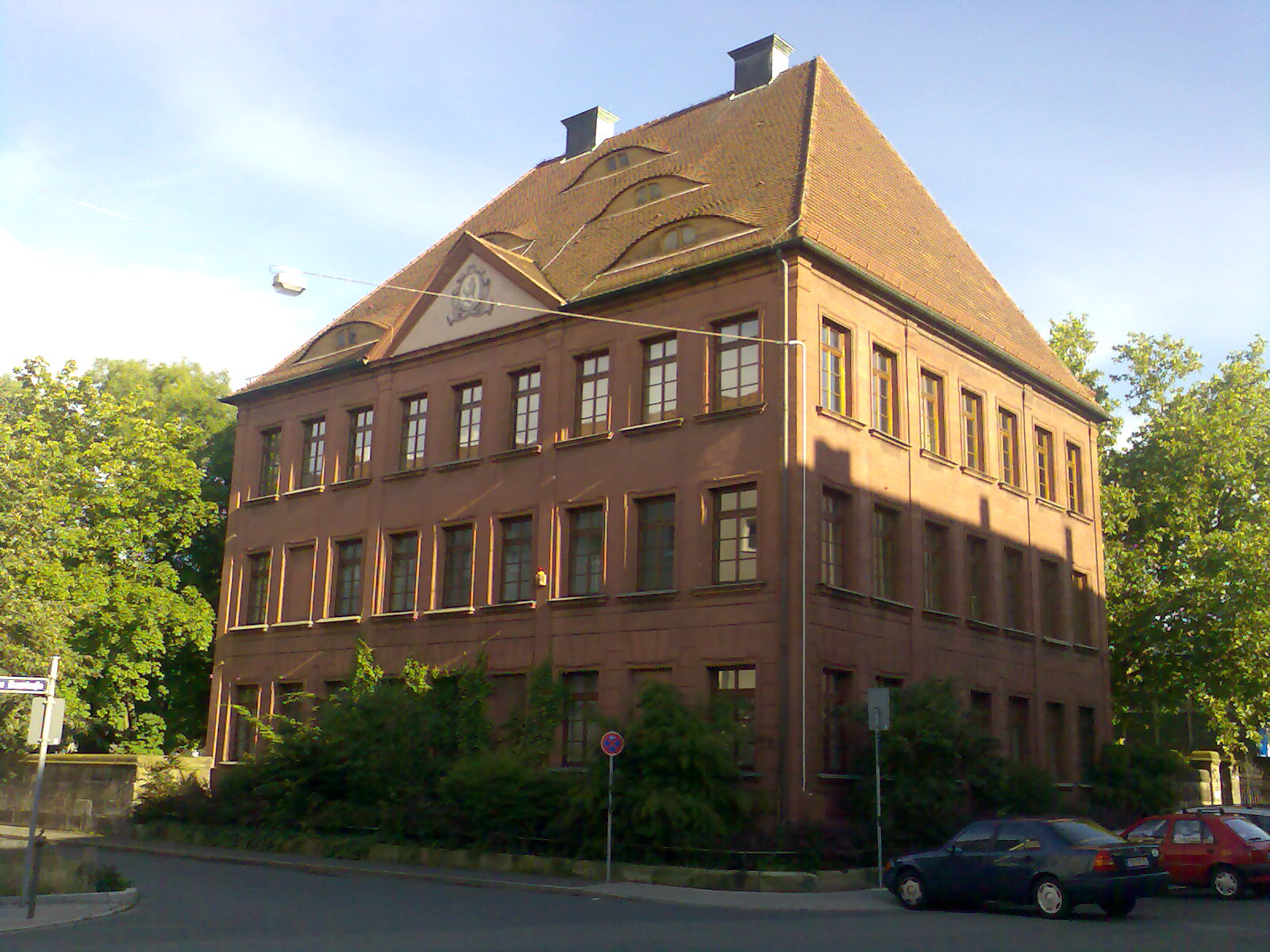
Il maniero di Glockenhof, proprietà della famiglia

La famiglia ebbe probabilmente origine dall'area di Norimberga; i primi nomi noti della casata facevano riferimento a proprietà presso il fiume Aisch. Divennero ricchi proprietari terrieri arricchendosi grazie al commercio di stoffe con le Fiandre (Tournai in particolare) e con transazioni in denaro e prestiti, in particolare alla famiglia Wittelsbach dei duchi di Baviera. La famiglia, seguendo l'esempio di altre casate, cercò di ingentilirsi aggiungendo il suffisso "von Altenthann und Weiherhaus" dopo il 1547 con l'ottenimento del diploma ti nobiltà imperiale. Dopo il crollo della città libera di Norimberga, nel 1806 vennero inclusi nella nobiltà bavarese.

## Membri notabili
- Adolf von Grundherr (1848-1908), pittore, disegnatore e designer tedesco
- Leonhard Grundherr, diplomatico, rappresentò Norimberga quando fu fondata l'Unione protestante del 1608
- Friedrich Karl Alexander von Grundherr zu Altenthann und Weiherhaus (1818–1908), fondatore della società “Grundherr & Hertel, Droguerie- und Farbwaren en gros”, 1862–1879 assessore alla Corte d'appello di Norimberga, dal 1868 direttore del mercato, dal 1878 direttore della Camera di commercio della Media Franconia, dal 1880 consigliere commerciale, dal 1884 cofondatore della Nürnberger Lebensversicherungs AG
- Karl von Grundherr zu Altenthan e Weyherhaus (1869-1940), maggiore generale bavarese
- Werner von Grundherr zu Altenthan e Weyherhaus (1888-1962), fino al 1952 ambasciatore tedesco in Grecia